# H7-es autóút (Szlovénia)
Az H7-es autóút (szlovénül: Hitra cesta H7) egy gyorsforgalmi út Szlovéniában. Az út 3,5 km hosszú, amely összeköttetést biztosít az A5-ös autópályától a magyar határ felé.